# Intility Arena
Het Intility Arena is een multifunctioneel stadion in Oslo, de hoofdstad van Noorwegen. In het stadion is plaats voor 16.555 toeschouwers. Dit waren er aanvankelijk bijna 18.000 maar dit is om veiligheidsredenen naar beneden bijgeschroefd. Het stadion wordt vooral gebruikt voor voetbalwedstrijden, de voetbalclub Vålerenga IF maakt gebruik van dit stadion, dit stadion verving het Bislettstadion.

## Opening
De bouw van het stadion startte in juli 2015 en zou duren tot augustus 2017. Een maand later was de officiële opening van het stadion op 9 september 2017. Het stadion werd toen Vålerengastadion genoemd. Een dag later, op 10 september, gevolgd door de eerste wedstrijd tussen Vålerenga en Sarpsborg 08, deze wedstrijd eindigde in 1–2.